# Chlístov (Vysočina)
Chlístov é uma comuna checa localizada na região de Vysočina, distrito de Třebíč.